# Comédie twistée
Albums de Jacques Desrosiers
Le vol rose du Flamant
(1964) Jacques Desrosiers chante la poule
(1968)
Singles
1. La machine à laver / Bossa nova Madeleine
Sortie : 1963
2. Je prends l'œuf / L'État du Québec
Sortie : 1965

Comédie twistée est un album d'humour de Jacques Desrosiers, commercialisé en 1964.
Il s'agit du troisième album solo de Jacques Desrosiers, il porte le numéro de catalogue TF-317.
Cet album a été réédité sous étiquette Franco-Élite (FE-6925) en 1966.

## Composition
Ce disque est composé de chansons et de numéros humoristiques.  Tel que spécifié au verso, on note la participation de Denise Filiatrault : « Nous remercions Denise Filiatrault pour sa coopération à la réalisation de ce disque ».

## Pochette
Au verso, figure une caricature et un texte de présentation de Normand Hudon :
« Mon ami Jacques Desrosiers
Travail + talent + bonne volonté = succès, célébrité, postérité. Jacques a les pieds sur terre, même s'il fait « les pieds au mur ». Il pourrait même faire les pieds au plafond. C'est un gars à tout casser. C'est comme ça qu'un jour, dans cent ans, on le retrouvera au ciel. » - Normand Hudon

## Réception
L'album fait son entrée sur les palmarès de vente en décembre 1964 sans spécification de la position atteinte.

## Titres
| Face 1 | Face 1 | Face 1             | Face 1 | Face 1 | Face 1 | Face 1 | Face 1 | Face 1 | Face 1 |
| No     | Titre | Auteur             | Durée  |        |        |        |        |        |        |
| ------ | --- | ------------------ | ------ | ------ | ------ | ------ | ------ | ------ | ------ |
| 1.     | La machine à laver | L. Bien, J. Shur   |        |        |        |        |        |        |        |
| 2.     | Jacques téléphone à ses amis : Marcel Chaput, John Diefenbaker, Pierre Lalonde, CFTM-Télévision, CBFT-Télévision, Place des Arts, Robert Demontigny, Ginette Ravel, F.L.Q., F.A., Brigitte Bardot, Jen Roger, Luis Mariano, Buanderie | Jacques Desrosiers |        |        |        |        |        |        |        |
| 16:08  | |                    |        |        |        |        |        |        |        |

| Face 2 | Face 2                  | Face 2                                                      | Face 2 | Face 2 | Face 2 | Face 2 | Face 2 | Face 2 | Face 2 |
| No     | Titre                   | Auteur                                                      | Durée  |        |        |        |        |        |        |
| ------ | ----------------------- | ----------------------------------------------------------- | ------ | ------ | ------ | ------ | ------ | ------ | ------ |
| 3.     | C'est dans l'œuf        | Gilles Brown, Dante (Denis Pantis), Fontaine, Normand Hudon |        |        |        |        |        |        |        |
| 4.     | Censuré                 |                                                             |        |        |        |        |        |        |        |
| 5.     | L'État du Québec        | Dante (Denis Pantis), Gilles Brown                          |        |        |        |        |        |        |        |
| 6.     | Trois rires à la minute |                                                             |        |        |        |        |        |        |        |
| 17:02  |                         |                                                             |        |        |        |        |        |        |        |

## Crédits
- Avec la participation de : Denise Filiatrault